# Sukoharjo (Klojen)
Sukoharjo is een bestuurslaag in het regentschap Malang van de provincie Oost-Java, Indonesië. Sukoharjo telt 8277 inwoners (volkstelling 2010).